# Udo zu Stolberg-Wernigerode

Graf Udo zu Stolberg-Wernigerode

Graf Udo zu Stolberg-Wernigerode (* 4. März 1840 in Berlin; † 19. Februar 1910 ebenda) war ein preußischer Großgrundbesitzer und Offizier sowie Politiker der Deutschkonservativen Partei. Er war von 1877 bis 1881, von 1884 bis 1893 und von 1895 zu seinem Tod Mitglied des Reichstages sowie von 1907 bis 1910 dessen Präsident. Von 1891 bis 1895 war er Oberpräsident der preußischen Provinz Ostpreußen.

## Leben

### Herkunft
Udo zu Stolberg-Wernigerode wurde als ältester Sohn von Graf Conrad zu Stolberg-Wernigerode und dessen Ehefrau Marianne (geb. Freiin vom Romberg) geboren. Sein Großvater war der preußische Staatsminister Anton zu Stolberg-Wernigerode.

### Ausbildung, Militär und Grundbesitz

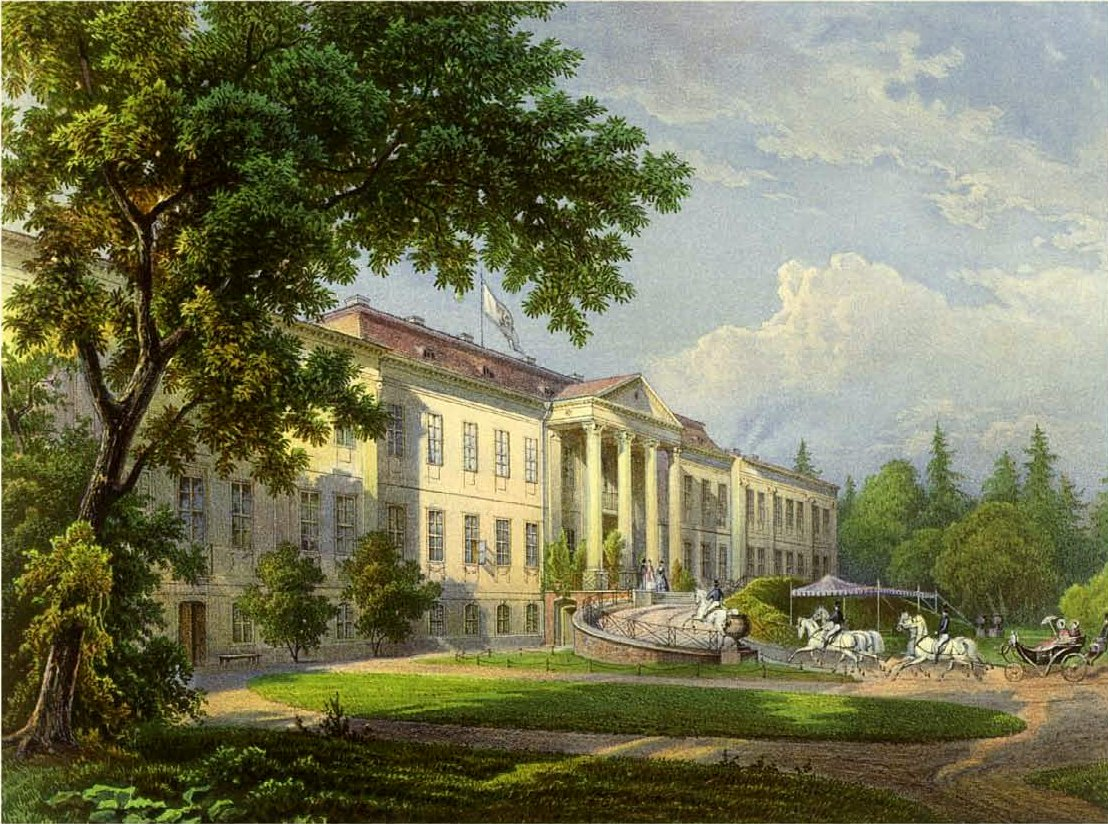
Schloss Dönhoffstädt, 1856, Lithographie nach dem Aquarell von August Behrendsen, Sammlung Alexander Duncker

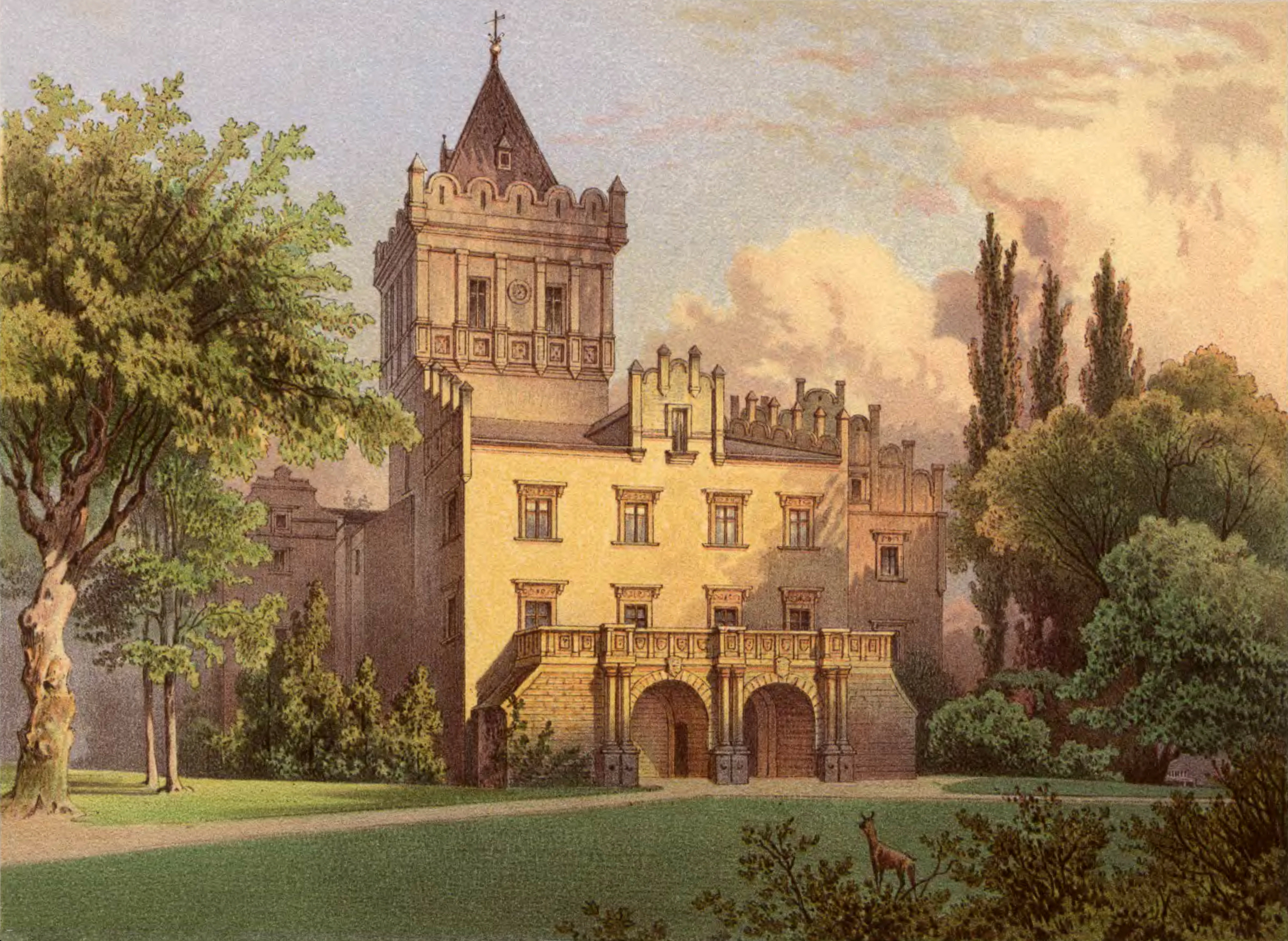
Schloss Kreppelhof um 1873/74, Sammlung Alexander Duncker

Das Abitur machte er 1858 am Evangelisch Stiftischen Gymnasium in Gütersloh. Anschließend studierte er an der Universität Halle. Bis 1871 war er aktiver Militär, nahm 1866 am Preußisch-Österreichischen Krieg (bei Königgrätz schwer verwundet) und 1870/71 am Deutsch-Französischen Krieg teil. Danach wurde er Rittmeister, ab ca. 1884 Major, ab ca. 1898 Oberst, ab ca. 1902 Generalmajor à la suite der Preußischen Armee.
Stolberg-Wernigerode folgte seinem Onkel Eberhard zu Stolberg-Wernigerode am 8. August 1872 als Majoratsherr der schlesischen Herrschaft Kreppelhof (Kreis Landeshut) mit Schloss Kreppelhof. Von seiner Großmutter, der Gräfin Amalie Dönhoff, erbte er die Fideikommissherrschaft Dönhoffstädt mit Schloss Dönhoffstädt im ostpreußischen Kreis Rastenburg. Zudem erwarb er das Rittergut Kammin  in der Neumark (Landkreis Landsberg (Warthe)).

### Politik
Stolberg-Wernigerode wurde 1872 zum Mitglied des Preußischen Herrenhauses auf Lebenszeit ernannt. Er gehörte der Konservativen Partei Preußens und der Deutschkonservativen Partei an. Als Vertreter des ostpreußischen Wahlkreises Regierungsbezirk Königsberg 10 (Rastenburg-Friedland-Gerdauen) wurde er 1877 in den deutschen Reichstag gewählt, dem er bis 1881 angehörte. Von 1881 bis 1885 war er Landrat des Kreises Landeshut in Schlesien.
Bei den Reichstagswahlen 1884, 1887 und 1890 wurde Stolberg-Wernigerode erneut zum Abgeordneten des Rastenburger Wahlkreises gewählt. Von 1891 bis 1895 war er als Oberpräsident der preußischen Provinz Ostpreußen tätig. Nach seiner Ernennung zum Oberpräsidenten legte er sein Reichstagsmandat zunächst nieder, wurde aber bei der darauffolgenden Ersatzwahl mit absoluter Mehrheit wiedergewählt. Nach der Wahl 1893 schied er wieder aus dem Reichstag aus, gewann aber bei einer Ersatzwahl nach dem Tod des Abgeordneten Otto Steinmann 1895 das Mandat des Wahlkreises Regierungsbezirk Gumbinnen 6 (Lyck-Johannisburg), das er dann während vier Legislaturperioden bis zu seinem Tod ausübte.
Im November 1901 wurde er zum Ersten Vizepräsident und nach der Reichstagswahl 1907 zum Präsidenten des Reichstages gewählt. Diese Funktion übte er bis zu seinem Tod 1910 aus.

### Familie

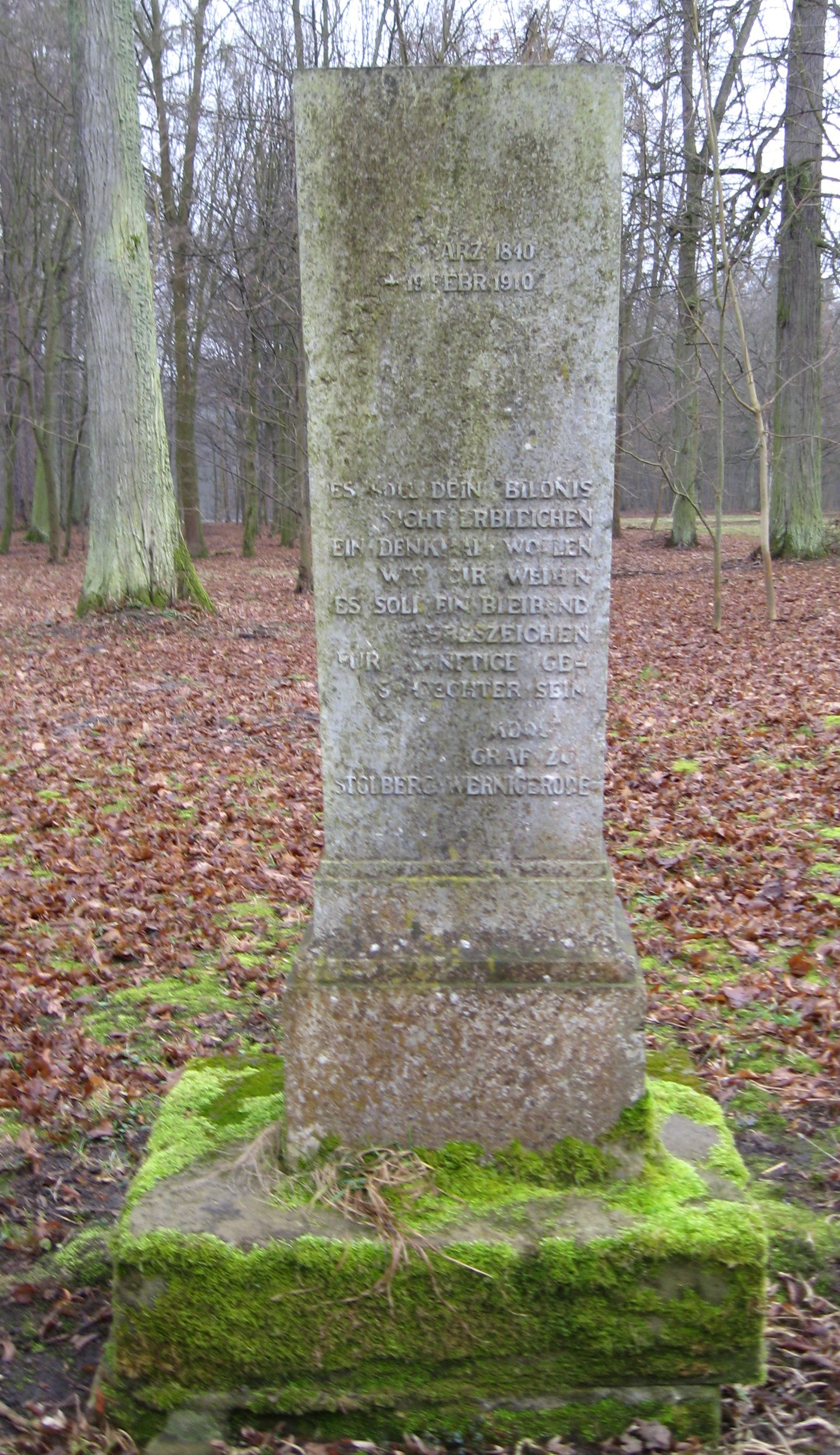
Grab-/Gedenkstein in Dönhoffstädt

Graf Udo heiratete am 26. Juli 1871 Elisabeth, die Tochter des königlich-preußischen Staatsministers Adolf Heinrich Graf von Arnim-Boitzenburg und der  Caroline Gräfin von der Schulenburg-Wolfsburg (1804–1886). Aus dieser Ehe gingen folgende Kinder hervor:
- Conrad (1872–1890), starb bei Jagdunfall auf dem Nordenburger See
- Adolf (1872–1910)
- Marie-Eleonore (1876–1940)
- Armgard (1877–1912), verheiratet mit Oskar Graf von Platen-Hallermund, Hofmarschall Kaiser Wilhelms II., Vizeadmiral der Kaiserlichen Marine
- Richard (1878–1894)
- Antonie (1880–1969), verheiratet mit Friedrich Graf zu Eulenburg, Mitglied des Preußischen Herrenhauses, stellvertretender Vorsitzender der Ostpreußenwerk AG (ab 1923 Teil der VIAG), Vorsitzender des Aufsichtsrates der Zuckerfabrik Rastenburg und Mitglied des Verwaltungsrats und Kuratoriums der Bank der Ostpreußischen Landschaft.
- Werner (1883–1884)
- Renata (1886–1946), Oberin des Diakonissen-Mutterhaus Königsberg
- Albrecht (1886–1948), Reichstagsabgeordneter, Mitglied des preußischen Herrenhauses, Besitzer der Güter Kreppelhof, Dönhoffstädt  und Udowald ⚭ 1914 Magna-Maria Gräfin zu Solms-Wildenfels
- Freda (1892–1977) ⚭ Dr. jur. Otto Weber